# Chaetodon flavocoronatus
Chaetodon flavocoronatus é uma espécie de peixe da família Chaetodontidae.
É endémica de Guam.